# Liste der osttimoresischen Botschafter in Brasilien

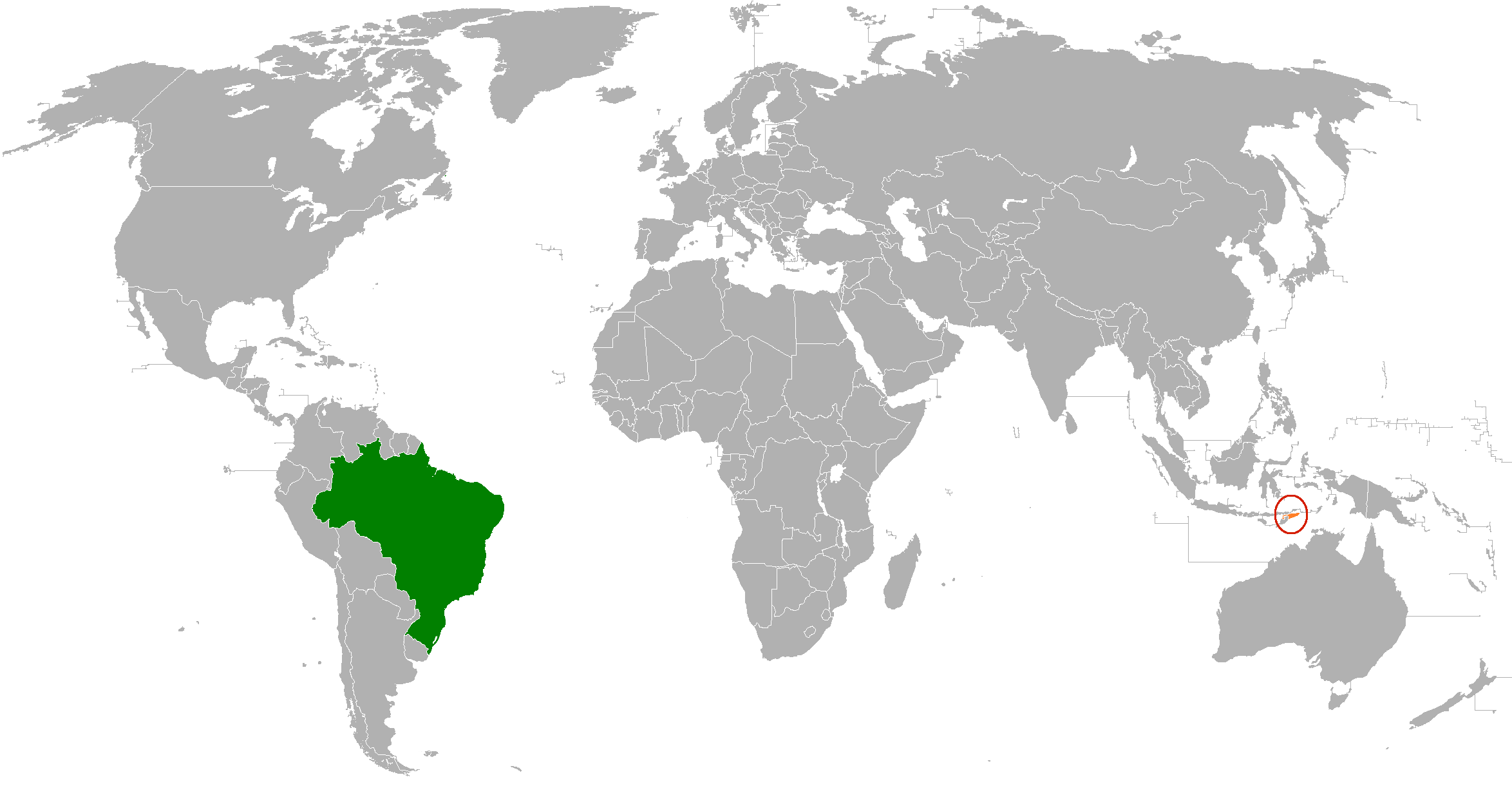
Brasilien (grün) und Osttimor (orange)

Diese Liste führt die osttimoresischen Botschafter in Brasilien auf. Die Botschaft befindet sich in  SHIS Qi 11, conjunto 10, casa 09 Lago Sul, 71625-300, Brasília DF.

## Hintergrund

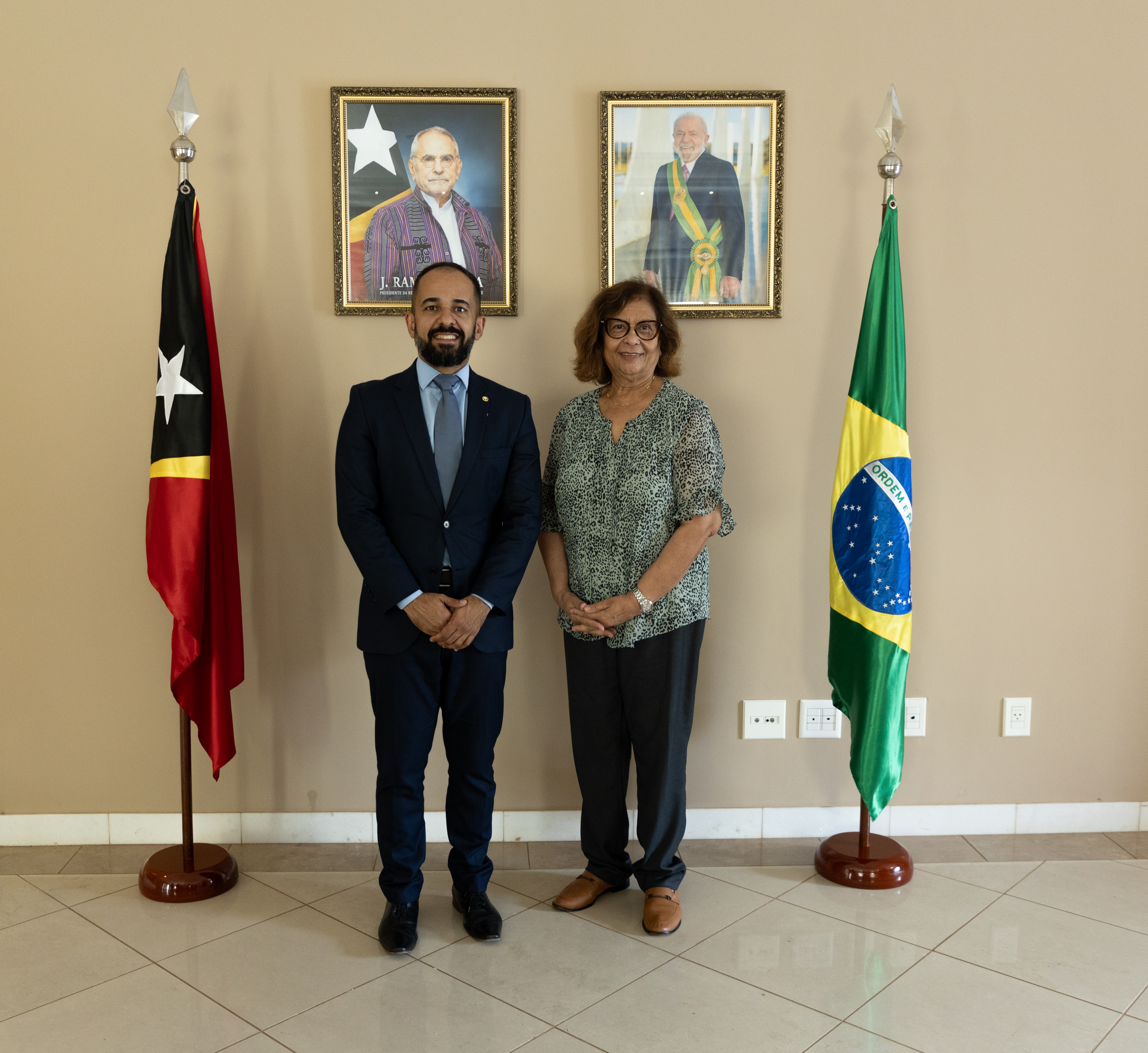
Brasiliens Generalbundesverteidiger Leonardo Magalhães und Botschafterin Ângela Carrascalão (2024)

Brasilien und Osttimor sind beide Mitglieder der Gemeinschaft der Portugiesischsprachigen Länder (CPLP). Brasilien unterstützte Osttimor auf seinen Weg in die Unabhängigkeit, so mit der Beteiligung bei UN-Missionen, wie bei der INTERFET, UNTAET und UNMISET. Zudem unterrichten brasilianische Lehrer in Osttimor Portugiesisch, das 2002 als Amtssprache neben Tetum in Osttimor festgelegt wurde, aber aufgrund der langen indonesischen Besatzung (1975–1999) von der Bevölkerung bei der Wiederherstellung der Unabhängigkeit kaum gesprochen wurde.
Die Botschaft in Brasília ist die einzige diplomatische Vertretung Osttimors in Südamerika.

## Liste
| Bild                               | Name                        | Amtszeit  | Anmerkungen                                                                                                |
| ---------------------------------- | --------------------------- | --------- | --- |
| Domingos Francisco de Sousa (2016) | Domingos Francisco de Sousa | 2009–2014 | erster Botschafter Osttimors in Brasilien; Ernennung: 15. September 2008; Akkreditierung: 19. Februar 2009 |
|                                    | Gregório de Sousa           | 2014–2019 | Ernennung: 13. Mai 2014 Stellvertreter: Miguel Jacob Vila Nova da Silva, zweiter Sekretär                  |
|                                    | Olímpio Branco              | 2019–2023 | Ernennung: 13. August 2019                                                                                 |
|                                    | Ângela Carrascalão          | seit 2023 | Ernennung: 2023 Vereidigung: 12. Dezember 2023                                                             |